# Pachyacris vinosa
Pachyacris vinosa är en insektsart som först beskrevs av Walker, F. 1870.  Pachyacris vinosa ingår i släktet Pachyacris och familjen gräshoppor. Inga underarter finns listade i Catalogue of Life.